# Wasilios Iliadis
Wasilios Iliadis (gr. Βασίλειος Ηλιάδης; ur. 18 września 1981) – grecki judoka i sambista. Olimpijczyk z Aten 2004, gdzie odpadł w eliminacjach w wadze półciężkiej.
Uczestnik mistrzostw świata w 2005, 2007 i 2009. Startował w Pucharze Świata w latach 2001 i 2006-2009. Siódmy na mistrzostwach Europy w 2001. Wicemistrz świata w sambo w 2012 roku.

## Letnie Igrzyska Olimpijskie 2004
| Konkurencja | Eliminacje             | Repasaże                  | Klas. końcowa |
| Konkurencja | Przeciwnik I           | Przeciwnik I              | Miejsce       |
| ----------- | ---------------------- | ------------------------- | ------------- |
| 100 kg      | Michael Jurack (GER) P | Oreidis Despaigne (CUB) P | II runda.     |

## Mistrzostwa świata w judo

### Kair 2005
- W wadze powyżej 100 kg przegrał z Kubańczykiem Oscarem Braisonem, a w repasażu z Mohammadem Rezą Roudakim z Iranu[7].
- W kategorii Open przegrał z Yohei Takaim z Japonii i odpadł z turnieju[8].

### Rio de Janeiro 2007
- W wadze powyżej 100 kg przegrał z Abdullo Tangriyevem z Uzbekistanu i odpadł z turnieju[9].

### Rotterdam 2009
- W wadze powyżej 100 kg przegrał z Brazylijczykiem Danielem Hernandesem i odpadł z turnieju[10].